# Jack Doohan
Jack Doohan (ur. 20 stycznia 2003 w Gold Coast) – australijski kierowca wyścigowy. Syn pięciokrotnego mistrza świata MotoGP Michaela Doohana. Wicemistrz Formuły 3 w 2021 roku. Od 2022 roku członek Alpine Academy. W 2022 roku kierowca Formuły 2 w zespole Virtuosi Racing. W latach 2023-2024 roku kierowca testowy zespołu Alpine F1 Team. Od 2025 roku kierowca Formuły 1 w zespole Alpine F1 Team
7 maja 2025 roku po przejechaniu 6 wyścigów w Formule 1 został zastąpiony przez Franco Colapinto

## Wyniki

### Podsumowanie
| Sezon   | Seria                         | Zespół                       | Starty | P1 | PP | NO | Podia | Punkty | Pozycja |
| ------- | ----------------------------- | ---------------------------- | ------ | -- | -- | -- | ----- | ------ | ------- |
| 2018    | Brytyjska Formuła 4           | TRS Argen Junior Racing Team | 30     | 3  | 0  | 7  | 12    | 328    | 5       |
| 2018    | Niemiecka Formuła 4           | Prema Theodore Racing        | 8      | 0  | 0  | 1  | 0     | 35     | 12      |
| 2018    | Włoska Formuła 4              | Prema Theodore Racing        | 6      | 0  | 0  | 0  | 0     | 9      | 20      |
| 2018/19 | MRF Challenge Formula 3000    | MRF Racing                   | 5      | 0  | 0  | 0  | 2     | 50     | 9       |
| 2019    | Euroformula Open Championship | Double R Racing              | 16     | 0  | 0  | 0  | 2     | 79     | 11      |
| 2019    | F3 Asian Championship         | Hitech Grand Prix            | 15     | 5  | 1  | 5  | 13    | 276    | 2       |
| 2019    | F3 Asian Winter Series        | Hitech Grand Prix            | 3      | 0  | 0  | 0  | 2     | 0      | NS†     |
| 2019/20 | F3 Asian Championship         | Pinnacle Motorsport          | 15     | 5  | 4  | 5  | 10    | 229    | 2       |
| 2020    | Formuła 3                     | HWA Racelab                  | 18     | 0  | 0  | 0  | 0     | 0      | 26      |
| 2021    | Formuła 3                     | Trident                      | 20     | 4  | 2  | 1  | 7     | 179    | 2       |
| 2021    | Formuła 2                     | MP Motorsport                | 6      | 0  | 0  | 0  | 0     | 7      | 19      |
| 2022    | Formuła 2                     | Virtuosi Racing              | 28     | 3  | 3  | 4  | 6     | 128    | 6       |
| 2023    | Formuła 2                     | Virtuosi Racing              | 25     | 3  | 2  | 3  | 5     | 168    | 3       |
| 2024    | Formuła 1                     | Alpine F1 Team               | 1      | 0  | 0  | 0  | 0     | 0      | 24      |
| 2025*   | Formuła 1                     | Alpine F1 Team               | 2      | 0  | 0  | 0  | 0     | 0      | 18      |

* – Sezon w trakcie.
† – Kierowca nie był zaliczany do klasyfikacji.

### Formuła 3
| Rok  | Zespół      | Wyniki w poszczególnych eliminacjach | Wyniki w poszczególnych eliminacjach | Wyniki w poszczególnych eliminacjach | Wyniki w poszczególnych eliminacjach | Wyniki w poszczególnych eliminacjach | Wyniki w poszczególnych eliminacjach | Wyniki w poszczególnych eliminacjach | Wyniki w poszczególnych eliminacjach | Wyniki w poszczególnych eliminacjach | Wyniki w poszczególnych eliminacjach | Wyniki w poszczególnych eliminacjach | Wyniki w poszczególnych eliminacjach | Wyniki w poszczególnych eliminacjach | Wyniki w poszczególnych eliminacjach | Wyniki w poszczególnych eliminacjach | Wyniki w poszczególnych eliminacjach | Wyniki w poszczególnych eliminacjach | Wyniki w poszczególnych eliminacjach | Wyniki w poszczególnych eliminacjach | Wyniki w poszczególnych eliminacjach | Wyniki w poszczególnych eliminacjach | Punkty | Pozycja |
| ---- | ----------- | ------------------------------------ | ------------------------------------ | ------------------------------------ | ------------------------------------ | ------------------------------------ | ------------------------------------ | ------------------------------------ | ------------------------------------ | ------------------------------------ | ------------------------------------ | ------------------------------------ | ------------------------------------ | ------------------------------------ | ------------------------------------ | ------------------------------------ | ------------------------------------ | ------------------------------------ | ------------------------------------ | ------------------------------------ | ------------------------------------ | ------------------------------------ | ------ | ------- |
| 2020 | HWA Racelab | RBR                                  | RBR                                  | RBR                                  | RBR                                  | HUN                                  | HUN                                  | SIL                                  | SIL                                  | SIL                                  | SIL                                  | CAT                                  | CAT                                  | SPA                                  | SPA                                  | MNZ                                  | MNZ                                  | MUG                                  | MUG                                  |                                      |                                      |                                      | 0      | 26      |
| 2020 | HWA Racelab | 14                                   | NU                                   | 22                                   | 20                                   | NU                                   | 25                                   | NU                                   | 27                                   | 26                                   | 21                                   | 14                                   | 15                                   | 12                                   | NU                                   | 17                                   | 21                                   | 13                                   | 11                                   |                                      |                                      |                                      | 0      | 26      |
| 2021 | Trident     | CAT                                  | CAT                                  | CAT                                  | LEC                                  | LEC                                  | LEC                                  | RBR                                  | RBR                                  | RBR                                  | HUN                                  | HUN                                  | HUN                                  | SPA                                  | SPA                                  | SPA                                  | ZAN                                  | ZAN                                  | ZAN                                  | SOC                                  | SOC                                  | SOC                                  | 179    | 2       |
| 2021 | Trident     | 17                                   | 8                                    | 2                                    | 7                                    | 5                                    | 1                                    | 3                                    | 7                                    | 27                                   | 9                                    | 13                                   | 3                                    | 12                                   | 1                                    | 1                                    | 6                                    | 18                                   | 4                                    | 15                                   | OD                                   | 1                                    | 179    | 2       |

### Formuła 2
| Rok  | Zespół          | Wyniki w poszczególnych eliminacjach | Wyniki w poszczególnych eliminacjach | Wyniki w poszczególnych eliminacjach | Wyniki w poszczególnych eliminacjach | Wyniki w poszczególnych eliminacjach | Wyniki w poszczególnych eliminacjach | Wyniki w poszczególnych eliminacjach | Wyniki w poszczególnych eliminacjach | Wyniki w poszczególnych eliminacjach | Wyniki w poszczególnych eliminacjach | Wyniki w poszczególnych eliminacjach | Wyniki w poszczególnych eliminacjach | Wyniki w poszczególnych eliminacjach | Wyniki w poszczególnych eliminacjach | Wyniki w poszczególnych eliminacjach | Wyniki w poszczególnych eliminacjach | Wyniki w poszczególnych eliminacjach | Wyniki w poszczególnych eliminacjach | Wyniki w poszczególnych eliminacjach | Wyniki w poszczególnych eliminacjach | Wyniki w poszczególnych eliminacjach | Wyniki w poszczególnych eliminacjach | Wyniki w poszczególnych eliminacjach | Wyniki w poszczególnych eliminacjach | Wyniki w poszczególnych eliminacjach | Wyniki w poszczególnych eliminacjach | Wyniki w poszczególnych eliminacjach | Wyniki w poszczególnych eliminacjach | Punkty | Pozycja |
| ---- | --------------- | ------------------------------------ | ------------------------------------ | ------------------------------------ | ------------------------------------ | ------------------------------------ | ------------------------------------ | ------------------------------------ | ------------------------------------ | ------------------------------------ | ------------------------------------ | ------------------------------------ | ------------------------------------ | ------------------------------------ | ------------------------------------ | ------------------------------------ | ------------------------------------ | ------------------------------------ | ------------------------------------ | ------------------------------------ | ------------------------------------ | ------------------------------------ | ------------------------------------ | ------------------------------------ | ------------------------------------ | ------------------------------------ | ------------------------------------ | ------------------------------------ | ------------------------------------ | ------ | ------- |
| 2021 | MP Motorsport   | BHR                                  | BHR                                  | BHR                                  | MON                                  | MON                                  | MON                                  | BAK                                  | BAK                                  | BAK                                  | SIL                                  | SIL                                  | SIL                                  | MNZ                                  | MNZ                                  | MNZ                                  | SOC                                  | SOC                                  | SOC                                  | JED                                  | JED                                  | JED                                  | YAS                                  | YAS                                  | YAS                                  |                                      |                                      |                                      |                                      | 7      | 19      |
| 2021 | MP Motorsport   | –                                    | –                                    | –                                    | –                                    | –                                    | –                                    | –                                    | –                                    | –                                    | –                                    | –                                    | –                                    | –                                    | –                                    | –                                    | –                                    | –                                    | –                                    | 11                                   | 5                                    | 13                                   | 11                                   | 8                                    | NU                                   |                                      |                                      |                                      |                                      | 7      | 19      |
| 2022 | Virtuosi Racing | BHR                                  | BHR                                  | JED                                  | JED                                  | IMO                                  | IMO                                  | CAT                                  | CAT                                  | MON                                  | MON                                  | BAK                                  | BAK                                  | SIL                                  | SIL                                  | RBR                                  | RBR                                  | LEC                                  | LEC                                  | HUN                                  | HUN                                  | SPA                                  | SPA                                  | ZAN                                  | ZAN                                  | MNZ                                  | MNZ                                  | YAS                                  | YAS                                  | 128    | 6       |
| 2022 | Virtuosi Racing | 10                                   | 10                                   | NU                                   | 9                                    | 11                                   | NU                                   | 6                                    | 2                                    | 7                                    | 4                                    | 11                                   | 13                                   | 1                                    | 9                                    | 3                                    | 19                                   | 4                                    | 5                                    | 1                                    | NU                                   | 2                                    | 1                                    | 9                                    | NU                                   | 6                                    | NU                                   |                                      |                                      | 128    | 6       |
| 2023 | Virtuosi Racing | BHR                                  | BHR                                  | JED                                  | JED                                  | MEL                                  | MEL                                  | BAK                                  | BAK                                  | MON                                  | MON                                  | CAT                                  | CAT                                  | RBR                                  | RBR                                  | SIL                                  | SIL                                  | HUN                                  | HUN                                  | SPA                                  | SPA                                  | ZAN                                  | ZAN                                  | MNZ                                  | MNZ                                  | YAS                                  | YAS                                  |                                      |                                      | 168    | 3       |
| 2023 | Virtuosi Racing | 11                                   | 16                                   | 7                                    | 2                                    | NU                                   | 8                                    | 17†                                  | 15                                   | 6                                    | NU                                   | 5                                    | 6                                    | 7                                    | 4                                    | 3                                    | 4                                    | 10                                   | 1                                    | 5                                    | 1                                    | 6                                    | NW                                   | 10                                   | 6                                    | 6                                    | 1                                    |                                      |                                      | 168    | 3       |